# Sint-Elisabethklooster (Haelen)

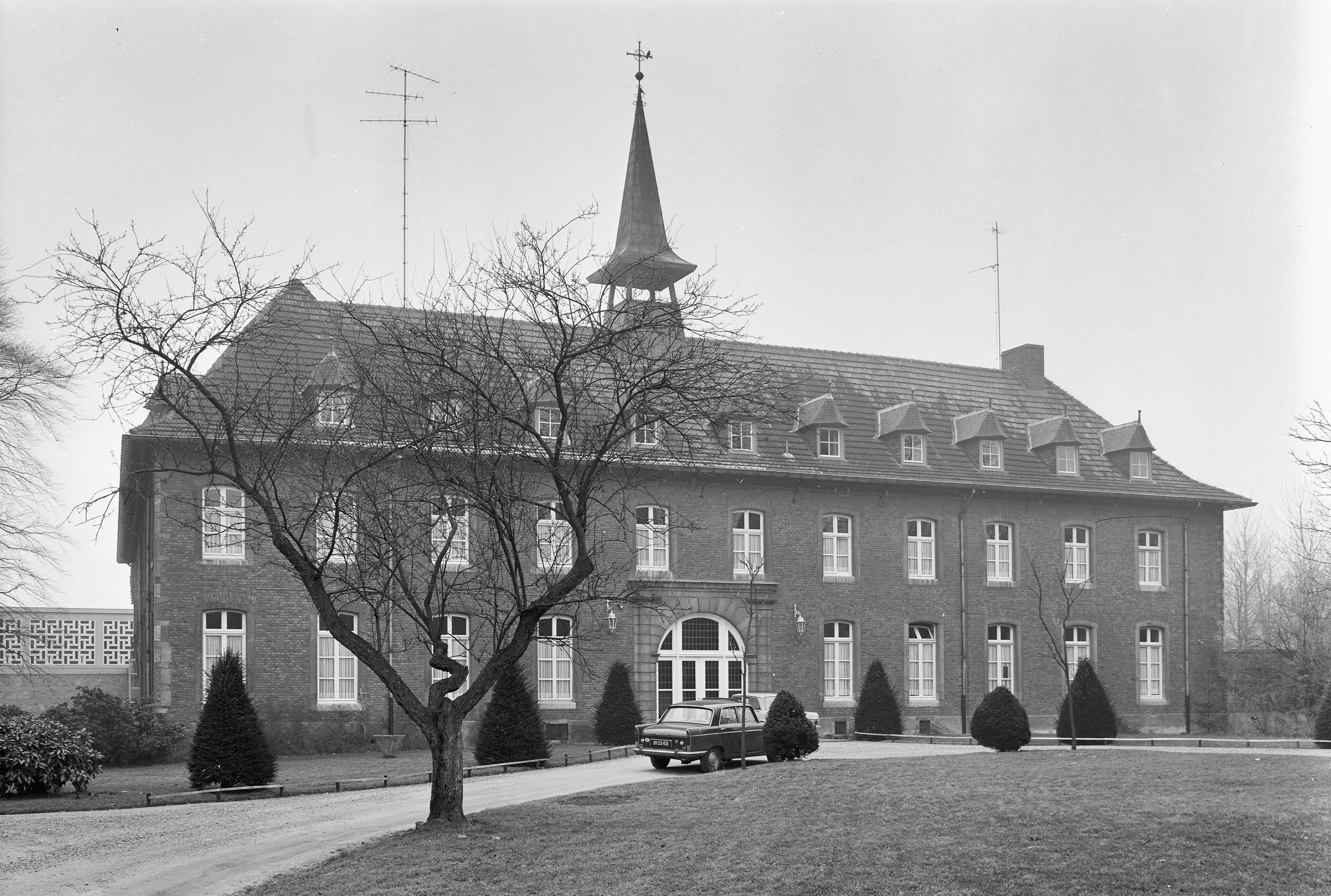
Sint-Elisabethklooster

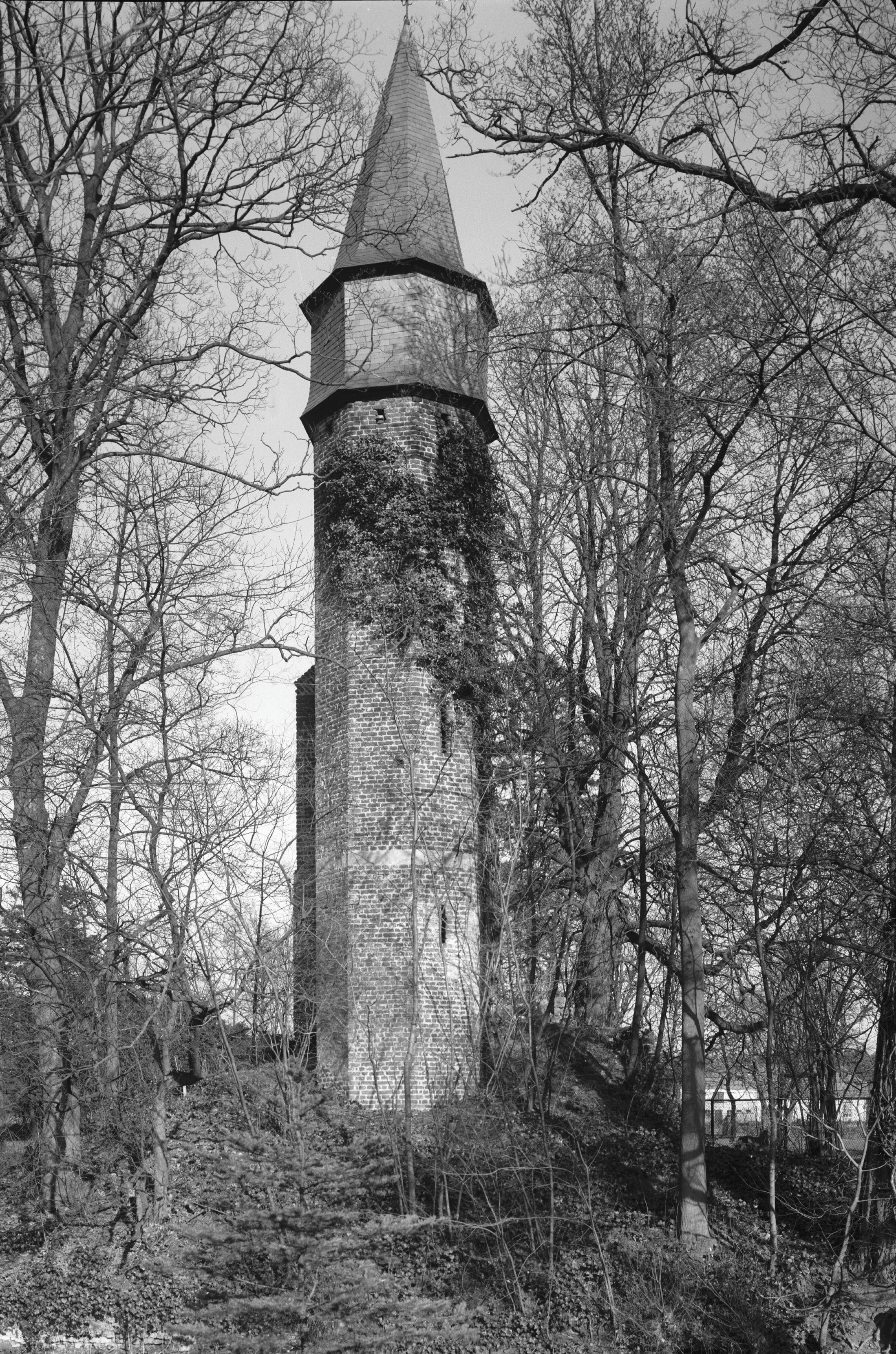
De achtzijdige traptoren

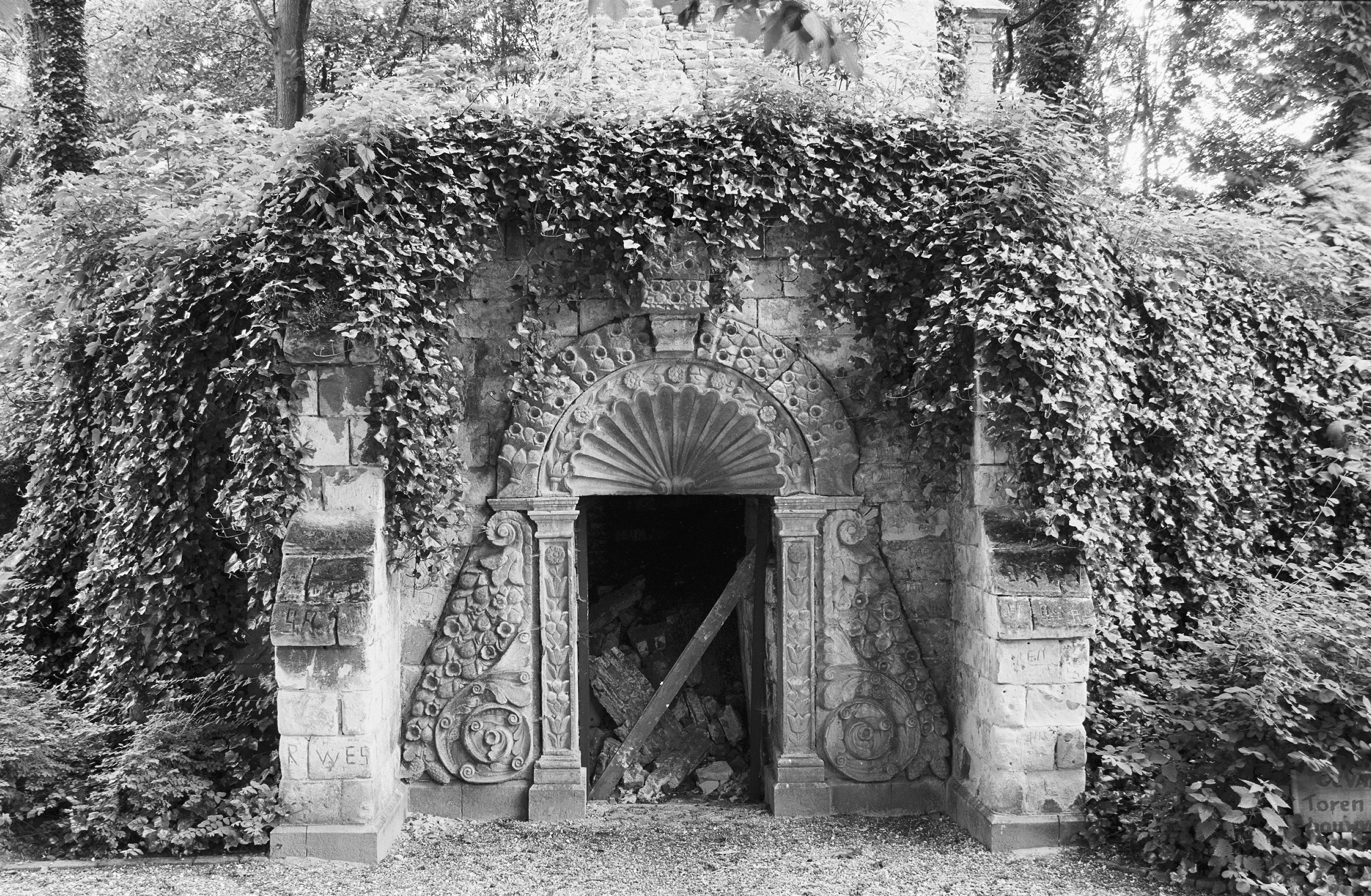
Ingang kapel naast toren

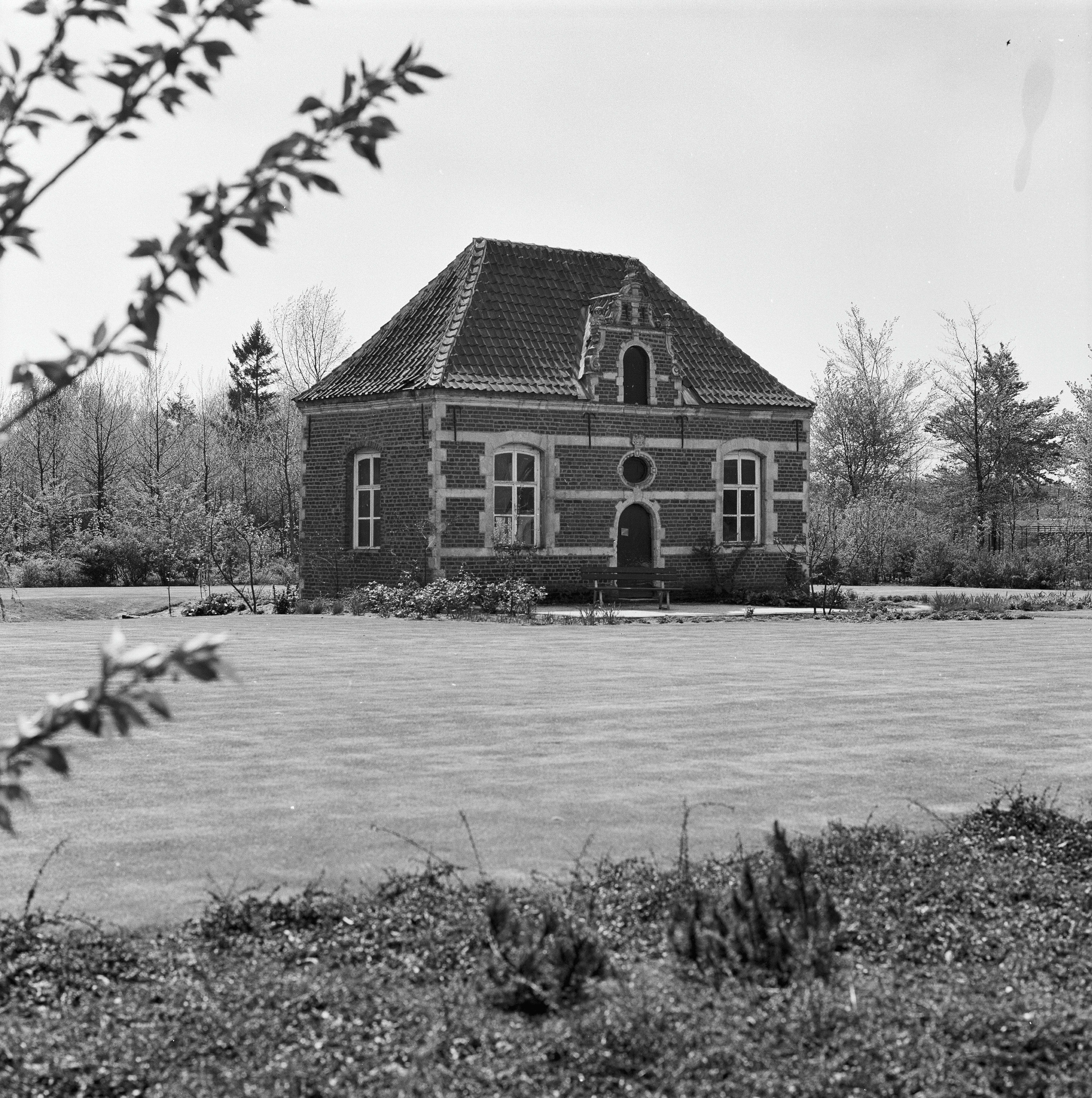
Pesthuisje

Het Sint-Elisabethklooster is een kloostergebouw in Haelen in de Nederlands Midden-Limburgse gemeente Leudal. Het klooster staat aan de Sint Elisabethsdreef 1 ten noordwesten van Haelen en ten westen van Nunhem in het bosgebied Leudal. Rond het klooster zelf ligt een grote parkachtige tuin. Een tijd lang werd het klooster als vakantie- en verpleeghuis gebruikt van de Kleine Zusters van St.-Joseph.
Het klooster is opgedragen aan de heilige Elisabeth van Thüringen.

## Geschiedenis
In 1240 werd er hier een caulierenklooster gesticht door Dirk van Altena.
In 1435 kwam dit kloostergebouw in handen van de Congregatie van Windesheim.
In 1578 werd het klooster verwoest, waarna het vanaf 1603 weer opnieuw werd opgebouwd. In 1656 werd er een nieuwe vleugel bijgebouwd. In 1778 werd tegen deze vleugel van 1656 twee nieuwe vleugels gebouwd die haaks op elkaar staan. In het midden van de 17e eeuw heeft men bij de traptoren een tuinkapel gebouwd.
In 1801 werd de kloosterkapel afgebroken, maar men liet de traptoren staan.
Tijdens de Tweede Wereldoorlog werd de vleugel uit 1656 verwoest.
Op 21 januari 1970 werd het kloostergebouw ingeschreven in het rijksmonumentenregister.

## Bouwwerk
Het kloostercomplex bestaat uit twee vleugels die haaks op elkaar staan (uit de 18e eeuw) waarachter modernere vleugels gebouwd zijn. Onderdeel van het kloostercomplex zijn verder ook een achtzijdige traptoren ten noorden van twee 18e-eeuwse vleugels en een in baksteen opgetrokken pesthuisje in het zuiden van het complex. Aan de voet van de traptoren (kapeltoren) is een kleine tuinkapel gebouwd die voorzien is van classicistische pilasters, klauwstukken en een schelpvormige fronton.